# イーダ・ダルセル
イーダ・イレーネ・ダルセル（Ida Irene Dalser 1880年8月20日 - 1937年12月3日） は、オーストリアの女性。ファシズム運動の創始者ベニート・ムッソリーニにとって最初の妻とされる。
その存在は長男ベニート・アルビーノ・ダルセルと共に隠蔽されていたが、2009年に公開されたマルコ・ベロッキオ監督の『愛の勝利を ムッソリーニを愛した女』で一般に知られる様になった。

## 生涯

### ムッソリーニとの出会い
1880年の8月頃、オーストリア・ハンガリー二重帝国のチロル郡にイーダ・イレーネ・ダルセル（Ida Irene Dalser）として生まれる。チロルの南側にあたるトレンティーノ地方最大の都市トレントから少し離れたソプラモンテで村長を務める父に育てられた。ブルネットの髪を持つ美しい女性に成長すると、イーダは美容関係の仕事を希望してフランスのパリに留学し、東洋風のマッサージなどの美容健康法を熱心に学んでいた。
28歳の時、イーダは故郷のトレントでイタリア社会党の若手政治家だった3歳下のベニート・ムッソリーニと知り合った。元教師でイタリア語とドイツ語の双方を話せるムッソリーニは、イタリアとの領土問題を抱えていたチロルに送り込まれ、現地で親イタリア・反オーストリアの記事を執筆していた。2年後にムッソリーニは祖国に戻り、イーダも後を追う様に隣国イタリアへ移り、経験を生かして北イタリアの大都市ミラノにフランス式サロンとして「マドモワゼル・イーダの東洋風健康法と美容サロン」を開いて、マッサージで生計を立てた。

### 再会と出産
1913年、33歳のイーダはイタリア社会党の党機関紙『アヴァンティ』の編集部に広告を載せたいとして訪れ、そこでムッソリーニと再会した。帰国後のムッソリーニはイタリア社会党の急進派や若手党員を率いて指導部を刷新し、ドゥーチェ（指導者）の渾名で呼ばれる程の人物になり、『アヴァンティ』の編集長を務めていた。再会してすぐに両者は愛し合う間柄になり、世界大戦の最中である1915年にムッソリーニの長男を出産、子供は夫の名と合わせてベニート・アルビーノ（Benito Albino）と名付けられた。
この頃、社会主義から民族主義へ思想の軸足を移したムッソリーニはチロルなど未回収地の併合を主張して参戦論を説き、社会党を除名されていた。さらにイタリアが大戦に参戦すると責任を果たすべく軍に志願するなど人生の大きな局面を迎えていた。
出征するムッソリーニにイーダは結婚を求めたが拒まれ、長男もダルセル家のベニート・アルビーノ・ダルセル（Benito Albino Dalser）として育てられた（1914年に求めに応じて婚姻したとする説もある）。1915年12月、ムッソリーニは教師時代の教え子で同郷（プレダッピオ）の生まれであるラケーレ・グイーディと結婚した。イーダに2重にショックを与えたのは、ラケーレが1910年にフォルリでムッソリーニの長女エッダを生んでいた事だった。私生活で多くの女性関係を持ち、その事を隠す考えすらなかったムッソリーニにとって、イーダは1人の女性でしかなかった。だがイーダの心は深く傷付き、次第に心を病んでいった。

### 復讐を求めて
大戦を経てムッソリーニの政治的な活躍はますます広がり、社会主義と民族主義を源流とする新しい政治運動としてファシズムを掲げ、退役兵を纏め上げて国家ファシスト党を結党して議会に進出した。1922年、ローマ進軍によって国王から組閣を命じられ、1924年に独裁制を公言し、1929年に国家ファシスト党の一党支配を確立してイタリアに全体主義国家を作り上げた。
一方、私生活についてはユダヤ系イタリア人の作家マルゲリータ・サルファッティ、ローマ教皇庁高官の子女クラーラ・ペタッチらと浮名を流しつつも、ムッソリーニが出会った女性の中でも唯一彼を繋ぎ止められたラケーレとの結婚生活は続いていた。頑固な「田舎の百姓女」であるラケーレにはムッソリーニも頭が上がらず、エッダを含めて3男2女を儲けている。そして別の意味でもう一つの例外というべき女性がイーダだった。彼女はムッソリーニが何者となろうとも誰と愛し合おうと決して諦めず、わが子ベニート・アルビーノの認知を求め、あらゆる場所や機会で「自分こそがベニートの本当の妻である」と徹底的に訴え続けた。
あらゆるムッソリーニの愛人を押し退け続けた気の強いラケーレもイーダに関しては「あの狂ったオーストリア女」として手を焼いていた。第一次世界大戦時に長女に続いてムッソリーニの「長男」ヴィットーリオを出産し、傷痍軍人として夫が治療を受けていた病院に見舞いに向かった所、「長男」アルビーノの認知を求めるイーダと鉢合わせして掴みかかられたという。イーダは10歳年下のラケーレに向かって「私がムッソリーニの妻よ！私だけが彼の傍にいる権利があるんだから…」と言って病室から追い払おうとし、怒ったラケーレもイーダを張り倒して病室で殴りあいになった。全身包帯姿のムッソリーニは何とかベッドから二人の妻を仲裁しようとしたが止められず、あと少しでラケーレがイーダを絞め殺す所で看護婦達が駆けつけたという。

### 病死
イーダは打算や理屈ではなく一種の狂気と復讐に突き動かされており、時に常軌を逸した行動も躊躇わなかった。国家ファシスト党の党機関紙『イル・ポポロ・ディターリア』の中庭に訪れては「卑怯者、豚野郎、人殺し、裏切り者！」と大声で喚き、ファシスト党員の集会に現れては「同志の皆さん！これがムッソリーニの息子です！彼は私を誘惑したあと、私と子供を捨てました！」とアルビーノを掲げで叫んだりした。1927年に教育大臣ピエトロ・フェデーレが第一次世界大戦後にオーストリアから割譲されたトレントを訪問した際、例によって政府関係者の集会に乱入してフェデーレにムッソリーニへの怒りを喚き散らした。
扱いかねたムッソリーニは遂に彼女を精神病患者として拘禁する事を決め、姪の家に滞在していたイーダを国防義勇軍の部隊が連行して精神病院に収監した。1937年、第二次世界大戦直前にイーダは脳内出血により57歳で病没した。
残された長男ベニート・アルビーノについては諸説あるが、ムッソリーニやその弟でアルビーノの叔父にあたるアルナルド・ムッソリーニらによって母親から離されて育てられたという。1931年、母の故郷ソプラモンテに住む党員の養子となり、トリノ県にあるモンカリエーリという町で教育を受けている。後年に海軍に志願して従軍しているが、1942年に27歳で死没したという。
経緯は現在でも明確には分からず、母と同じく精神病院に収監されて監視の中で病没したとも、戦場で「ムッソリーニの子」として勇敢に戦死したとも言われている。

## 資料
- Serena, Maria Antonietta (June 1969). “L'"altra moglie" del duce”. Historia (Cino del Duca) (127):  60–61.
- ニコラス・ファレル、柴野均『ムッソリーニ（上）』白水社 2011年